# Ambilly
Ambilly é uma comuna francesa na região administrativa de Auvérnia-Ródano-Alpes, no departamento de Alta Saboia. Estende-se por uma área de 1,25 km². Em 2010 a comuna tinha 6 329 habitantes (densidade: 5 063,2 hab./km²).

## Pessoalidades de Ambilly
- Franck Azéma (1971 - ), jogador e treinador de rugby, originário da comuna.
- Yoann Blanc (1975 - ), ator, originário da comuna.
- Pierre Cormon (1965), escritor, nascido na comuna.
- Diane Rouxel (1993 - ), atriz.